# Wezen
Wezen (δ CMa / δ Canis Majoris) è una stella della costellazione del Cane Maggiore, distante 1542 anni luce dal sistema solare. Con una magnitudine apparente di +1,83 è la terza stella più luminosa della propria costellazione, dopo Sirio e Adhara.
Il  nome Wezen o Wesen deriva dall'arabo وزن (wazn), che significa peso. Wazn è anche il nome della stella β Columbae.

## Osservazione
Si tratta di una stella situata nell'emisfero celeste australe; grazie alla sua posizione non fortemente australe, può essere osservata dalla gran parte delle regioni della Terra, sebbene gli osservatori dell'emisfero sud siano più avvantaggiati. Nei pressi dell'Antartide appare circumpolare, mentre resta sempre invisibile solo in prossimità del circolo polare artico. La sua magnitudine pari a +1,83 fa sì che possa essere facilmente individuabile anche dai centri urbani moderatamente affetti dall'inquinamento luminoso.

## Caratteristiche fisiche

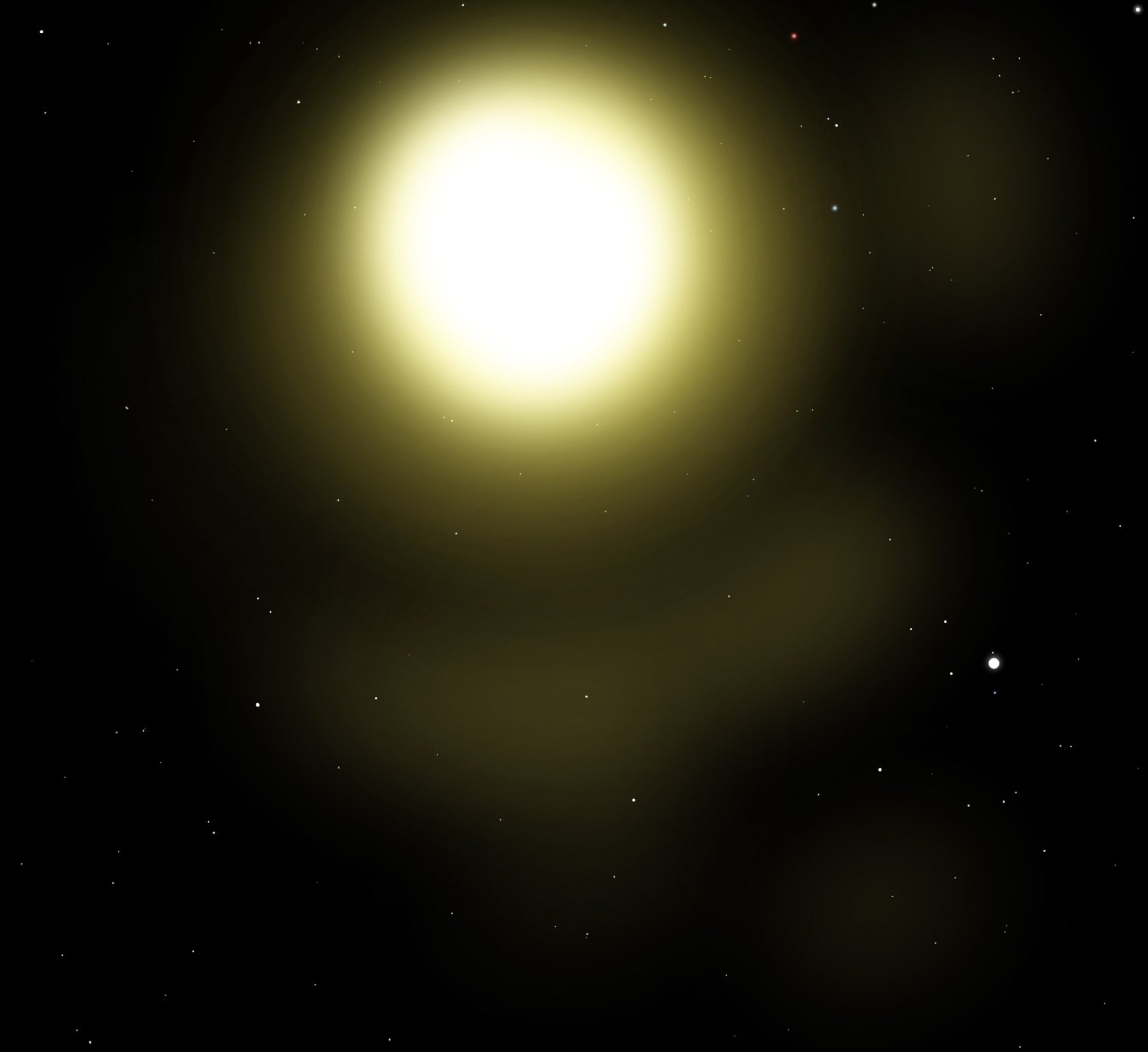
Illustrazione artistica di Wezen

δ Canis Majoris è una supergigante bianco-gialla di tipo F con una magnitudine apparente di +1.83.
Distante 1800 anni luce, è una stella di grande massa, 17 volte quella solare, mentre il raggio è 215 volte superiore; se fosse al posto del Sole la sua superficie arriverebbe fino all'orbita terrestre. È una stella piuttosto giovane, ha infatti circa 10 milioni di anni, ma come le stelle di grande massa la sua vita è piuttosto breve, infatti tra 100.000 anni molto probabilmente si evolverà in una supergigante rossa, e di lì a breve terminerà la propria esistenza esplodendo in una brillante supernova, e il nucleo diventerà una stella di neutroni delle dimensioni di una piccola città. Le fasce esterne della stella saranno espulse nello spazio interstellare, arricchendolo di vari elementi pesanti, come il ferro di recente formazione.
Se Wezen fosse vicina come Sirio, cioè a meno di 10 anni luce, dalla Terra splenderebbe come una mezza luna piena